# Lottia strongiana
Lottia strongiana is een slakkensoort uit de familie van de Lottiidae. De wetenschappelijke naam van de soort is voor het eerst geldig gepubliceerd in 1958 door Hertlein.